# 龐弗里特 (康乃狄克州)
龐弗里特（英語：Pomfret）是一個位於美國康乃狄克州溫德姆縣的城鎮。

## 地理
龐弗里特的座標為41°52′00″N 71°59′00″W / 41.86667°N 71.98333°W，而該地的平均海拔高度為131米（即430英尺）。

## 人口
根據2010年美國人口普查的數據，鯧魚的面積為105.20平方千米，當中陸地面積為104.40平方千米，而水域面積為0.80平方千米。當地共有人口4,247人，而人口密度為每平方千米40人。